# Chimkhola
Chimkhola – gaun wikas samiti w zachodniej części Nepalu w strefie Dhawalagiri w dystrykcie Myagdi. Według nepalskiego spisu powszechnego z 2001 roku liczył on 354 gospodarstw domowych i 1607 mieszkańców (863 kobiet i 744 mężczyzn).